# جائزة توني
جائزة أنطوانيت بيري للتميز في مجال المسرح (بالإنجليزية: Antoinette Perry Award for Excellence in Theatre)‏ المشهورة باسم جائزة توني (بالإنجليزية: Tony Award)‏ هي جائزة تمنح للعروض المسرحية الأمريكية المتميزة. تتولى منح الجائزة كل من صندوق المسرح الأمريكي (بالإنجليزية: American Theatre Wing)‏ ورابطة برودواي (بالإنجليزية: The Broadway League)‏  في احتفال سنوي يقام في مدينة نيويورك. تمنح جائزة للمسرحيات المعروضة والمنتجة في برودواي، وجائزة أخرى للمسرح في بقية أرجاء الولايات المتحدة الأمريكية. كما تمنح جوائز أخرى تقديرية غير تنافسية منها جائزة توني الخاصة، ووسام توني للتميز في مجال المسرح، وجائزة إيزابيل ستيفنسون. وقد سميت الجائزة تكريماً لذكرى أنطوانيت بيري، التي كانت قد توفيت قبيل إنشاء الجائزة بفترة وجيزة، وهي ممثلة ومخرجة ومنتجة أمريكية كانت من بين مؤسسي صندوق المسرح الأمريكي
تأسست الجائزة سنة 1947 بعد اقتراح من لجنة من المنتجين المسرحيين على رأسها بروك بيمبرتون (1885 - 1950)، وأقيمت مراسم تسليم الجائزة لأول مرة في 6 أبريل 1947 بفندق والدورف أستوريا بمدينة نيويورك.
توضع معايير الجائزة سنوياً في وثيقة رسمية بعنوان «قواعد ولوائح جائزة توني الممنوحة من صندوق المسرح الأمريكي»، وتعدل هذه الوثيقة سنوياً. وتعد جوائز توني الأرفع بين جوائز المسرح في الولايات المتحدة الأمريكية، وتعادل ـ عند المسرحيين ـ كلاً من جائزة الأوسكار التي تمنح للسينمائيين، وجائزة غرامي التي تمنح للموسيقيين، وجائزة إيمي التي تمنح للأعمال التلفزيونية. أما في بريطانيا، فتوجد جائزة مسرحية معادلة لجائزة توني الأمريكية هي جائزة لورانس أوليفييه.
تعقد في العادة مراسم تسليم جائزة توني ـ بدءاً من عام 1997 ـ في قاعة موسيقى راديو سيتي بمدينة نيويورك في يونيو من كل عام ويذيعها على الهواء تلفزيون سي بي إس. ولم تخرج الجائزة منذ ذلك الحين عن هذه القاعدة إلا في عام 1999، عندما عقدت مراسم تسليمها في مسرح غيرشوين (بالإنجليزية: Gershwin Theatre)‏. وقد جرت مراسم تسليم جائزة توني في دورتها الرابعة والستين يوم 13 يونيو 2010، وأذاعها تلفزيون سي بي إس في بث مباشر مدته ثلاث ساعات.

## وصلات خارجية
الموقع الرسمي للجائزة نسخة محفوظة 5 يناير 2009 على موقع واي باك مشين. (بالإنجليزية)